# 張達文
張達文（英文名: Darwin Chang（1954年6月29日—2005年12月29日） ），台灣理論物理學家。前國立清華大學物理系教授。曾任中華民國物理學會理事長，國家理論科學研究中心物理組主任。

## 簡歷
高中就讀國立台中第一高級中學，1976年於國立台灣大學物理系畢業。服完兵役後赴美留學，在卡內基美隆大學跟隨美國科學院院士林肯·伍爾夫斯坦（ Lincoln Wolfenstein ）學習粒子物理，並於1983年取得博士學位。
其後於馬里蘭大學擔任博士後研究員，在馬里蘭大學三年的期間發表了多達三十一篇論文。於1986年受聘為西北大學助理教授。1993年回國服務，任職於國立清華大學物理系，其間亦曾擔任中華民國物理學會理事長及理論科學研究中物理組主任。
2004年中發現罹患胃癌，於隔年逝世。

## 研究
張達文教授一生發表將近兩百篇論文，在高能物理學界裡是一般學者產量的兩到三倍。在粒子物理的研究早期著眼於有關對稱性破缺、微中子質量等問題，而後延伸到大統一場論與弦論等相關課題。
紀念張達文教授的貢獻，他的訃聞被刊載於國際性的半通俗物理期刊《Physics Today》2006年六月份。

## 學術榮譽
- 1987年獲 Department of Energy Outstanding Junior Investigator Award
- 1994年獲中華民國國科會傑出研究獎
- 1996年獲選中華民國物理學會會士